# Brooks Macek
Brooks Macek (* 15. Mai 1992 in Winnipeg, Manitoba) ist ein deutsch-kanadischer Eishockeyspieler, der seit Juni 2019 bei Awtomobilist Jekaterinburg in der Kontinentalen Hockey-Liga (KHL) unter Vertrag steht und dort auf der Position des Centers spielt. Zuvor war Macek unter anderem für die Iserlohn Roosters und den EHC Red Bull München, mit denen er zweimal die Deutsche Meisterschaft gewann, in der Deutschen Eishockey Liga (DEL) aktiv.

## Karriere

### Juniorenzeit in Kanada
Brooks Macek spielte von 2007 bis 2008 für die Notre Dame Hounds in der unterklassigen kanadischen Juniorenliga Saskatchewan Midget AAA Hockey League und konnte die Meisterschaft gewinnen. Ligaweit belegte er den dritten Rang der Scorerwertung. Zur Saison 2008/09 wechselte Macek zu den Tri-City Americans in die Western Hockey League (WHL), die ihn bereits 2007 beim WHL Bantam Draft in der zweiten Runde an 43. Stelle ausgewählt hatten. In seinem ersten Jahr erreichte er mit seinem Team das Conference-Halbfinale. In der Saison 2009/10 kamen die Tri-City Americans bis ins Finale um den Ed Chynoweth Cup und unterlagen dort den Calgary Hitmen. Auch Macek konnte sich verbessern und erzielte 90 Punkte in 93 Spielen. Nach der Saison wurde er beim NHL Entry Draft 2010 von den Detroit Red Wings in der sechsten Runde an 171. Stelle gezogen. Zur Hälfte seiner dritten Saison in der WHL wurde Macek im Januar 2011 innerhalb der Liga zu den Calgary Hitmen transferiert. Mit dem amtierenden Meister erreichte er jedoch lediglich den letzten Platz. Ein Jahr später erreichte man die Playoffs und schied in der ersten Runde aus. In der Saison 2012/13 war Macek Assistenzkapitän seiner Mannschaft und setzte neue persönliche Bestwerte mit 38 Toren und 94 Punkten. Mit den Hitmen kam er in den Playoffs bis ins Conference-Finale, bei dem man erst im siebten entscheidenden Spiel den Edmonton Oil Kings unterlag.

### Wechsel in die DEL
Nach Beendigung seiner Juniorenzeit zeigten mehrere Klubs aus Deutschland Interesse an Macek, da er aufgrund seiner deutschen Vorfahren die Möglichkeit hatte, die deutsche Staatsbürgerschaft anzunehmen. Am 16. Juni 2013 unterschrieb Macek einen Zweijahresvertrag bei den Iserlohn Roosters aus der Deutschen Eishockey Liga (DEL). Bei den Sauerländern avancierte er direkt in seiner ersten Saison zum Leistungsträger und war mit 13 Toren und 21 Assists maßgeblich am Erreichen des zehnten Platzes und der Teilnahme an den Playoffs beteiligt, in denen er fünf Tore selbst erzielte und ein weiteres vorbereitete. Dabei konnte Macek insbesondere bei den erfolgreichen Pre-Playoffs gegen den EHC Red Bull München mit vier Toren überzeugen. In der folgenden Saison steigerte er seine Ausbeute auf insgesamt 17 Tore und 22 Assists, erreichte mit den Roosters den sechsten Platz und damit die direkte Qualifikation für die Playoffs. Nach der Saison 2014/15 verlängerte er seinen Kontrakt bei den Sauerländern um ein weiteres Jahr. In dieser folgenden Saison 2015/16 spielten die Roosters eine der erfolgreichsten DEL-Hauptrunden ihrer Geschichte, welche sie auf dem dritten Tabellenplatz abschließen konnten, wobei Macek zusammen mit Nick Petersen mit je 21 Toren einer der beiden besten Torschützen des Teams war.

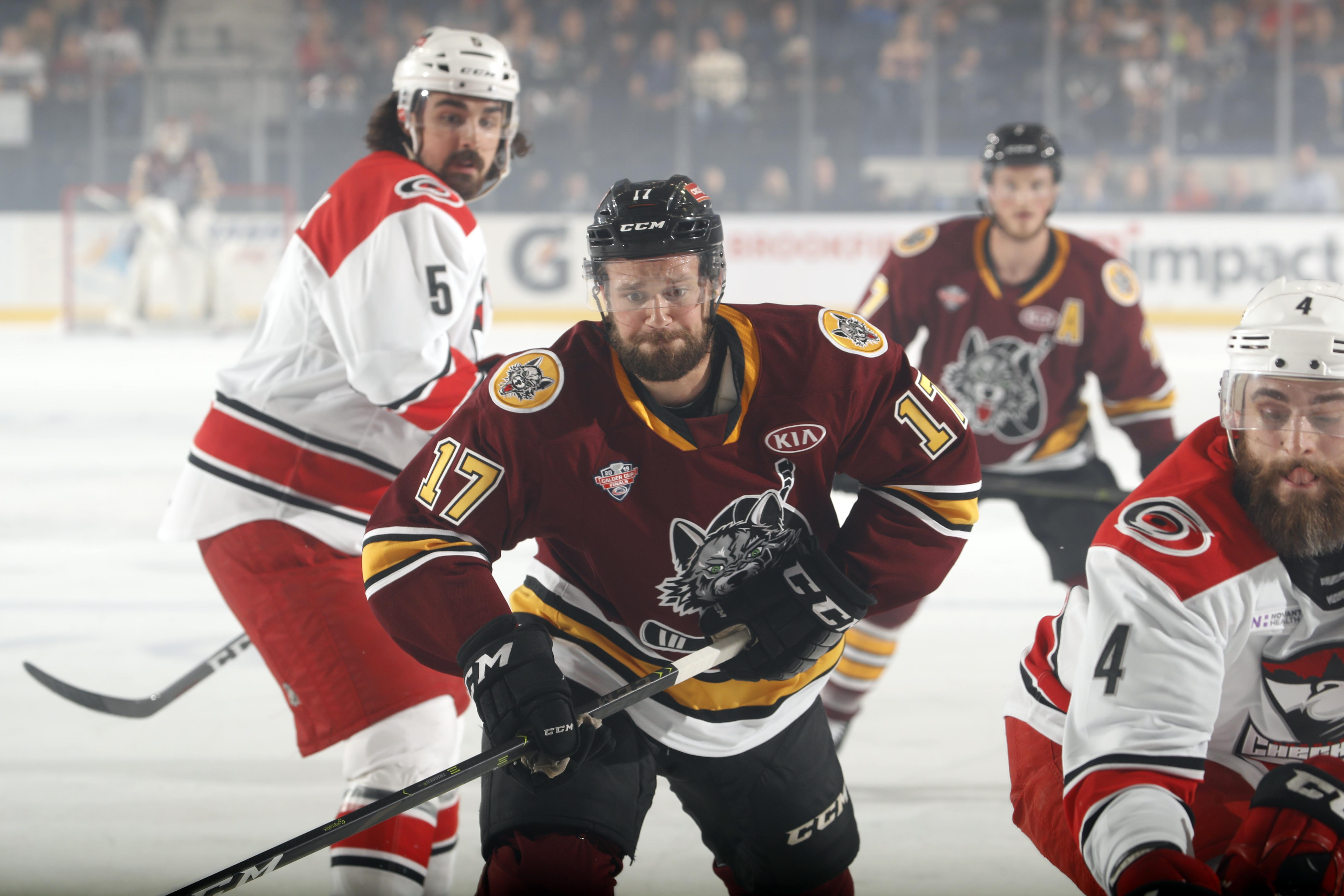
Macek im Trikot der Chicago Wolves (2019)

Zur Saison 2016/17 wechselte Macek zum amtierenden Meister EHC Red Bull München. In seiner ersten Saison für München konnte er den Titel mit seiner Mannschaft verteidigen, wobei er mit 17 Punkten Topscorer der Playoffs wurde, den Titel des wertvollsten Spielers jedoch seinem Teamkollegen Yannic Seidenberg überlassen musste. In der DEL-Saison 2017/18 wurde er an der Seite des besten DEL-Torvorbereiters Keith Aucoin mit 26 Toren erfolgreichster Torschütze der Hauptrunde und gewann mit den Münchenern erneut den Deutschen Meistertitel.

### Stationen in Nordamerika und Russland
Am 12. Juni 2018 gaben die Vegas Golden Knights aus der National Hockey League (NHL) Maceks Verpflichtung bekannt. Der Deutsch-Kanadier erhielt einen Einjahresvertrag mit Gültigkeit sowohl für die National Hockey League, als auch für die American Hockey League (AHL). Zu Einsätzen in der NHL kam er nicht, der Stürmer bestritt hingegen 81 Spiele für die Chicago Wolves in der AHL, erzielte dabei 31 Treffer und bereitete 35 weitere vor.
In der Sommerpause 2019 nahm er ein Vertragsangebot von Awtomobilist Jekaterinburg aus der Kontinentalen Hockey-Liga (KHL) an. Nachdem der Erstvertrag eine Laufzeit von einem Jahr hatte, wurde der Vertrag des Deutsch-Kanadiers in den Sommern 2020 und 2022 jeweils um zwei Jahre verlängert.

### International
Beim Deutschland Cup 2015 bestritt Macek sein Debüt für die deutsche Nationalmannschaft. Auch bei der Weltmeisterschaft 2016 gehörte er zum deutschen Kader. Macek erzielte insgesamt drei Tore und gab einen Assist und erreichte mit seiner Mannschaft das Viertelfinale. Dort schied man gegen Gastgeber Russland aus.
Bei den Olympischen Winterspielen 2018 gehörte Macek nach der Teilnahme an der Weltmeisterschaft 2017 wieder zum DEB-Aufgebot bei einem großen internationalen Turnier. Dort gewann er mit der Mannschaft nach einer Finalniederlage gegen Russland die Silbermedaille. Auf dem Weg ins Finale erzielte Macek zwei Treffer – darunter ein Tor im Halbfinale gegen sein Geburtsland.

## Spielweise
Macek ist ein talentierter Stürmer, der als Center und Flügelspieler eingesetzt werden kann. Er besitzt gute Fähigkeiten zum Spielaufbau und tritt oft als Scorer in Erscheinung. Er kann das Spiel gut lesen und ist effektiv im Powerplay. Macek gilt als guter Skater, der seine Schnelligkeit bei Kontern nutzt und über eine gute Arbeitsmoral verfügt. Seine defensiven Fähigkeiten sind durchschnittlich.

## Erfolge und Auszeichnungen
- 2017 Deutscher Meister mit dem EHC Red Bull München
- 2017 Topscorer der DEL-PLayoffs
- 2018 Bester Torschütze der DEL-Hauptrunde
- 2018 Deutscher Meister mit dem EHC Red Bull München

### International
- 2018 Silbermedaille bei den Olympischen Winterspielen

## Karrierestatistik
Stand: Ende der Saison 2024/25

### International
| Vertrat Kanada bei: - World U-17 Hockey Challenge 2009 | Vertrat Deutschland bei: - Weltmeisterschaft 2016 - Qualifikationsturnier für die Olympischen Winterspiele 2018 - Weltmeisterschaft 2017 - Olympischen Winterspielen 2018 |

(Legende zur Spielerstatistik: Sp oder GP = absolvierte Spiele; T oder G = erzielte Tore; V oder A = erzielte Assists; Pkt oder Pts = erzielte Scorerpunkte; SM oder PIM = erhaltene Strafminuten; +/− = Plus/Minus-Bilanz; PP = erzielte Überzahltore; SH = erzielte Unterzahltore; GW = erzielte Siegtore; 1 Play-downs/Relegation; Kursiv: Statistik nicht vollständig)

## Familie
Maceks Vater stammt aus Geldern. Er war Basketballer, seine Mutter Eiskunstläuferin.